# Tsukubai

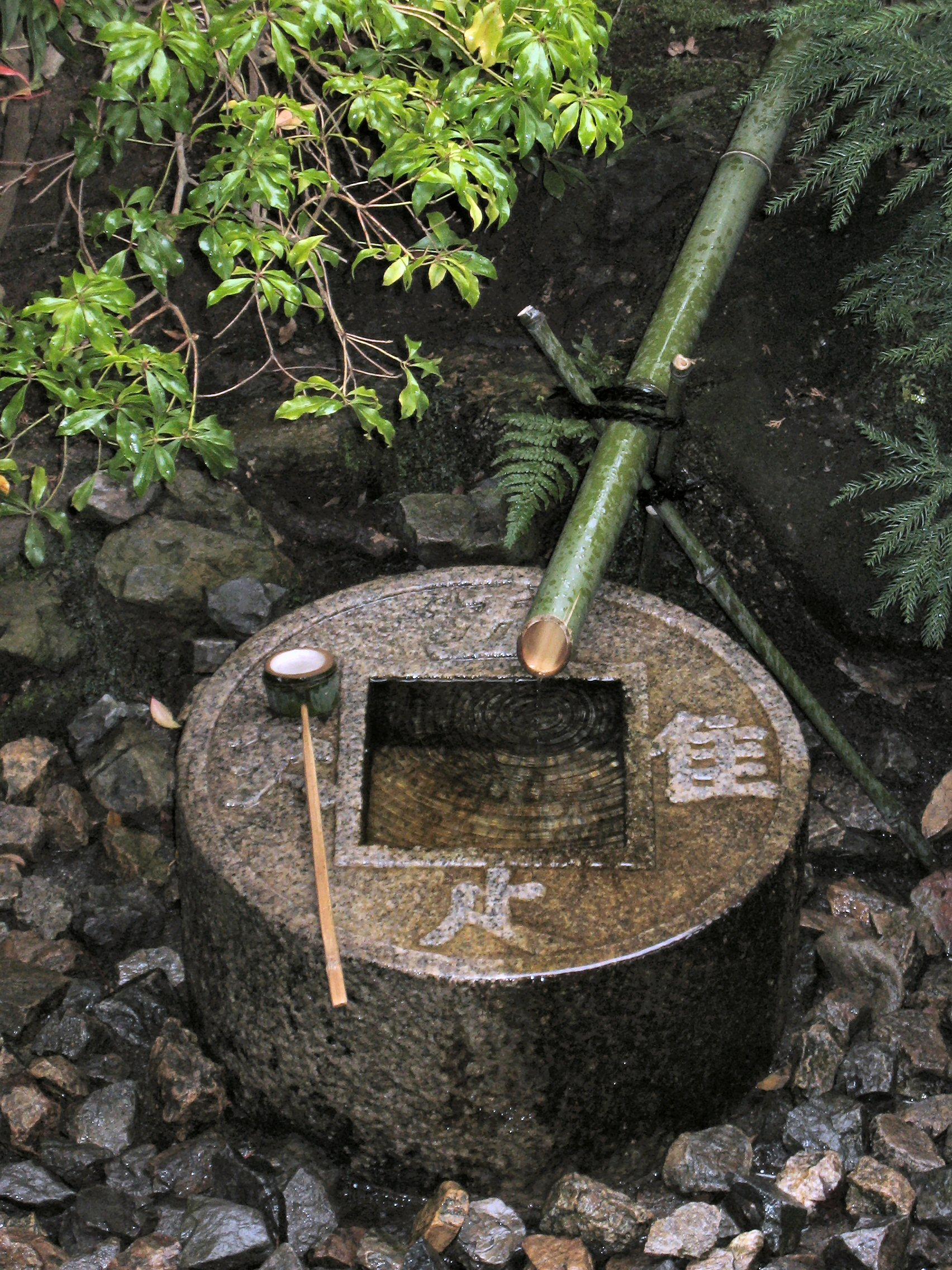
Tsukubai en el templo Ryōan-ji en Kioto

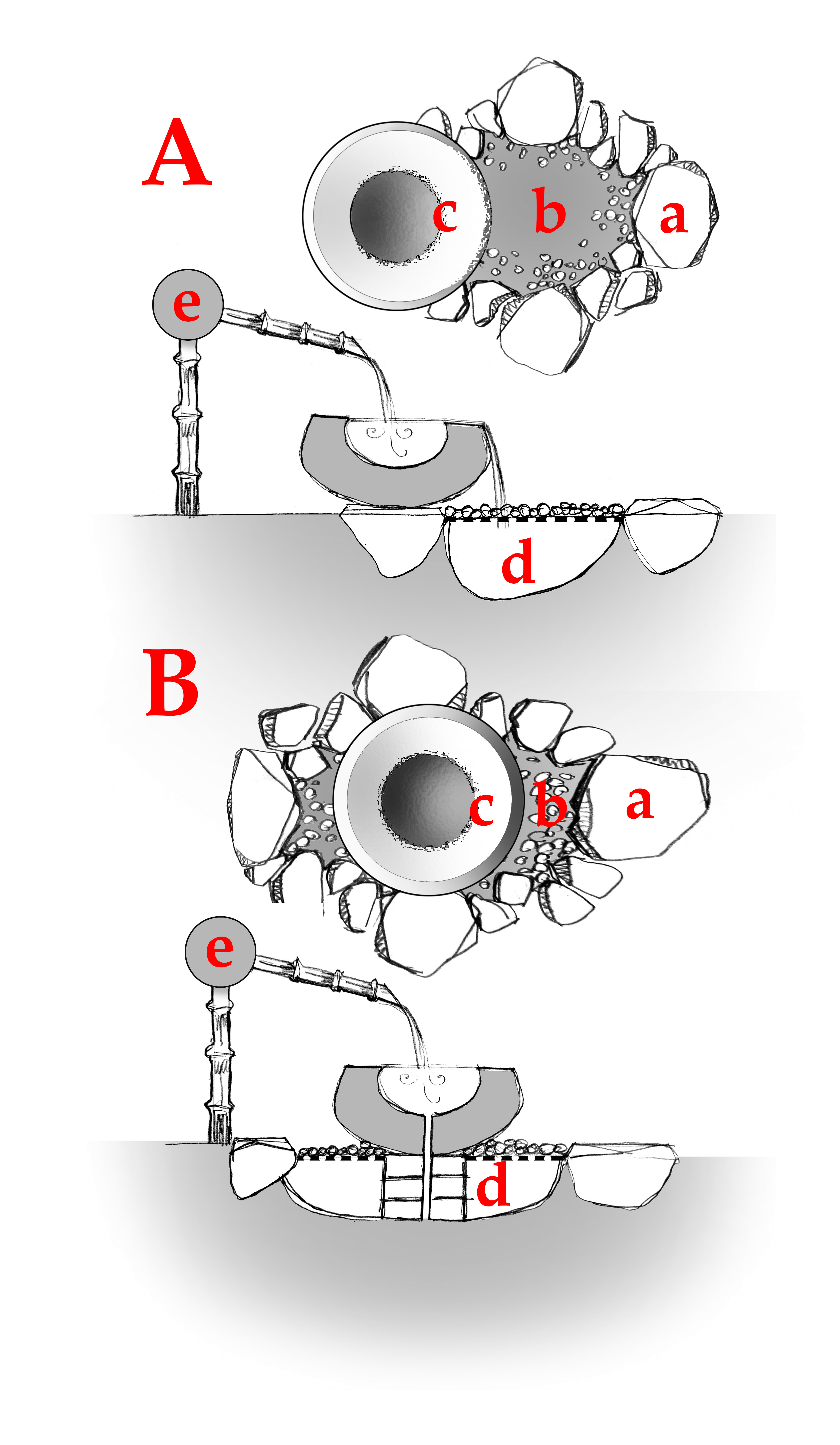
Tipos de tsukubai: A) colocados en el «borde del mar» y B) colocados en el «centro del mar»

En Japón, un tsukubai (蹲踞?)  es una especie de lavabo que se ubica a la entrada de un lugar sagrado para que los visitantes se purifiquen mediante el ritual de lavado de manos y enjuague de la boca. Este tipo de limpieza ritual también es la costumbre de los invitados que asisten a una ceremonia del té, o visitan los terrenos de un templo budista. El nombre proviene del verbo tsukubau que significa «agacharse» o «inclinarse», un acto de humildad. Los invitados que asisten a una ceremonia del té se agachan y se lavan las manos en un tsukubai ubicado en el roji o jardín de té antes de entrar al chashitsu o «casa de té».
Los tsukubai suelen ser de piedra y, a menudo, proporcionan un cucharón pequeño, listo para usar. El lavabo suele ser alimentado a través de una tubería de agua construida en bambú, llamada kakei.
Los famosos tsukubai ubicados en los terrenos del templo Ryōan-ji en Kioto fueron donados por el señor feudal Tokugawa Mitsukuni. Los kanji escritos en la superficie de la piedra carecen de significado cuando se leen de manera aislada. Pero si cada uno se lee en combinación con un 口 (kuchi), la forma del cuenco central se convierte en los caracteres: 吾, 唯, 足, 知, los cuales se traducen literalmente como 'Sé lo suficiente' (吾 = 'vajilla' = I, 唯 = tada = 'solo', 足= taru = 'abundante', 知 = shiru = 'saber'). El significado subyacente de la frase se interpreta de diversas formas, tales como 'lo que tienes es lo que necesitas', 'solo aprende por satisfacción' o 'el conocimiento que se me ha dado es suficiente', las cuales reflejan las enseñanzas antimaterialistas básicas del budismo.